# Doc Severinsen

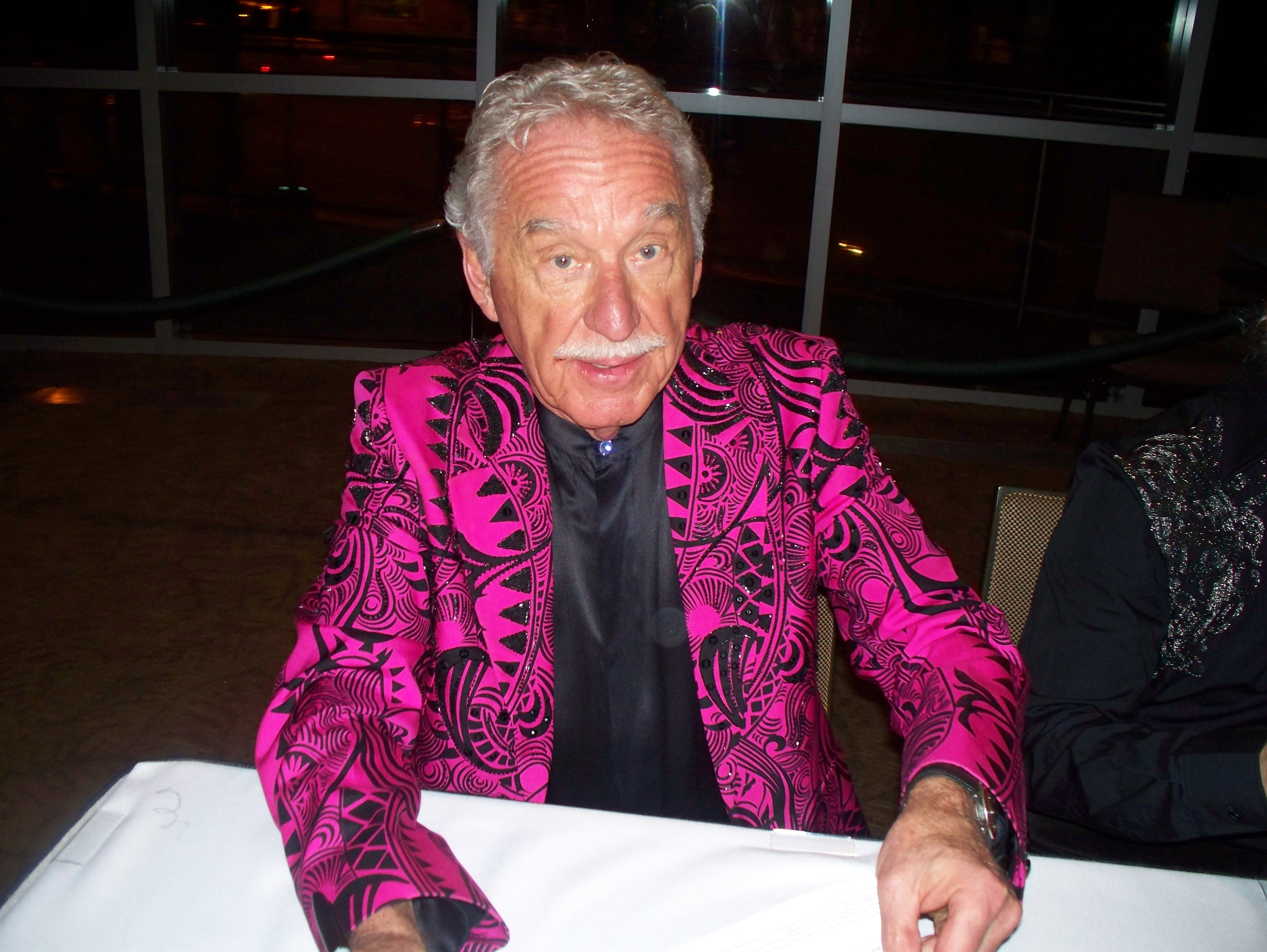
Doc Severinsen, 2009

Carl Hilding „Doc“ Severinsen (* 7. Juli 1927 in Arlington/Oregon) ist ein US-amerikanischer Jazz- und Pop-Trompeter und Bandleader.
Severinsen gewann im Alter von zwölf Jahren den Music Educators National Contest. Noch während er zur Highschool ging, wurde er Mitglied des Ted Fiorito Orchestra. Von 1945 bis 1952 spielte er in den Bands von Tommy Dorsey, Benny Goodman, Noro Morales und Charlie Barnet. Ab 1949 arbeitete er für die National Broadcasting Company. Er wurde 1962 Mitglied von Skitch Hendersons Band bei der The Tonight Show unter Steve Allen.
Berühmt wurde er als Leiter der Band in der Tonight Show von 1967 bis 1992 unter Johnny Carson. Seiner Band gehörten unter anderem der Schlagzeuger Ed Shaughnessy, der Pianist Ross Tompkins, der Saxophonist Ernie Watts und der Trompeter Snooky Young an. Er trat auch außerhalb der Tonight Show mit diesen Musikern als Doc Severinsen and His Big Band auf und arbeitete mit Bands wie der Kenny Clarke/Francy Boland Big Band, der Gerry Mulligan Concert Jazz Band und dem Thad Jones/Mel Lewis Orchestra.  Er spielte insgesamt mehr als dreißig Alben ein und gewann 1987 den Grammy Award als Best Jazz Instrumental Performance-Big Band. In den Jahren 1972 und 1973 entstanden mit Brass on Ivory und Brass, Ivory & Strings Alben mit Henry Mancini. Severinsens 1976er Album Night Journey war von Disco und Funk beeinflusst.
Nach seiner Zeit bei der NBC trat er weiter als Bandleader auf. Er dirigierte daneben auch das erste Pops Concert des Milwaukee Symphony Orchestra, das Minnesota Orchestra und die Phoenix Symphony. Seit 2001 ist er Gastprofessor und Inhaber des Katherine K. Herberger Heritage Chair for Visiting Artists der School of Music der Arizona State University.
Auch im hohen Alter tritt Severinsen nach wie vor live auf (Stand: April 2022).
Severinsen ist ein trockener Alkoholiker und hat mehrfach in Interviews darüber gesprochen. Er thematisierte dies auch in der 2020 erschienenen Dokumentation Never Too Late: The Doc Severinsen Story.